# Волкацій Седигіт
Волкацій Седигіт (I століття до н. е.) — давньоримський письменник, літературний критик, займався дослідженням праць поетів, зокрема комедіографів.

## Життєпис
Про життя Волкація мало відомостей. Прізвище Волкацій напевне має кельтське походження — від племені волків з південної Галлії. Когномен Седигіт виводять від хвороби полідактилії.
Розквіт творчості Волкація приходить приблизно на 100-90 роки до н. е. Відомо лише про назву його твору «Про поетів». У ній він досліджував діяльність давньоримських комедіографів й розташував їх за значенням. Це: Цецилій Стацій, Плавт, Гней Невій, Ліциній Імбрекс, Атілій, Теренцій, Секст Турпілій, Квінт Трабея, Лусцій Ланувій, Енній.